# 垢嘗
垢嘗（あかなめ）は、鳥山石燕による江戸時代の妖怪画集『画図百鬼夜行』などにある日本の妖怪。風呂桶や風呂にたまった垢を嘗め喰うとされる。
垢舐（あかねぶり）とも呼ばれる。

## 語釈
垢嘗とは読んで字のごとく「垢」をなめる妖怪だが、「垢」には、人間の表皮から剥げ落ちる皮脂や角質などの成分もあり、その他にもカビや水垢が風呂場に蓄積したものも含めて、垢嘗の養分と考えられる。
また、「垢」には心の穢れや煩悩、余分なものという意味もあることから、風呂を清潔にすることをし忘れるほど、穢れを身に溜めこんではいけないという教訓も含まれているとの説もある。

## 江戸時代
垢嘗（）の初出は鳥山石燕の妖怪画集『画図百鬼夜行』（安永5年/1776年）ともされるが、同一の妖怪（の異名）「垢ねぶり」はより早く山岡元隣『古今百物語評判』（1686年刊）に記載がみつかる。また垢舐（）は玄紀『日東本草図纂』（安永9/1780年）巻之十二に図入りで紹介される。

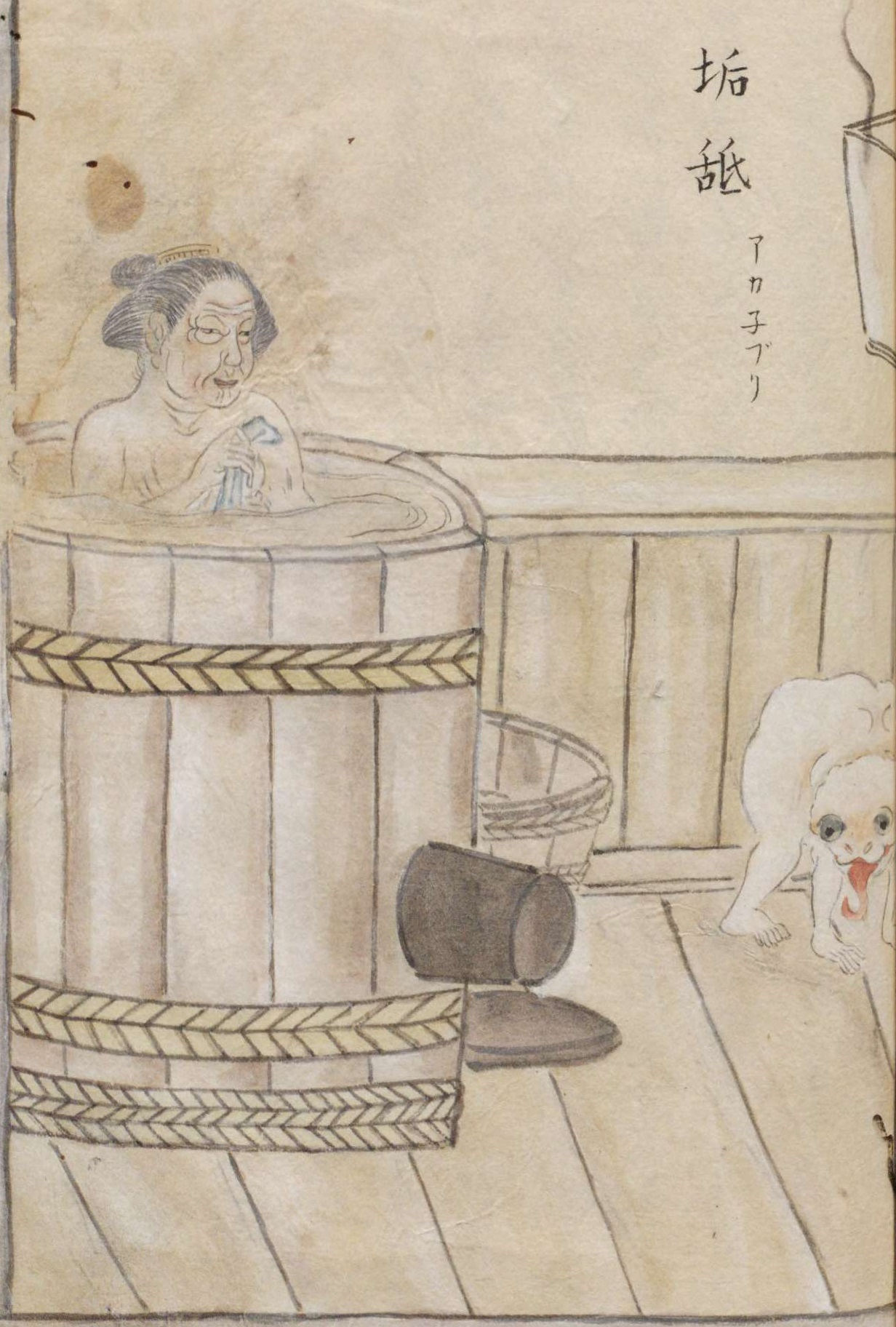
垢舐と入浴中の老女—『日東本草図纂』（1780年）

江戸時代の妖怪画の画図では、足に鉤爪を持つざんぎり頭の童子が、風呂場のそばで長い舌を出した姿で描かれている。解説文が一切ないため、どのような妖怪を意図して描かれたものかは推測の域を出ないが、江戸時代の怪談本『古今百物語評判』には「垢ねぶり」という妖怪の記述があり、垢嘗はこの垢ねぶりを描いたものと推測されている。
『古今百物語評判』によれば、垢ねぶりとは古い風呂屋に棲む化物であり、荒れた屋敷などに潜んでいるといわれる。垢ねぶりは、塵や垢の「気」が集まった場所から、その気（陰気）から「化生」（自然発生）するのだという。例えるならば、水のなかで生まれた魚が水を口にし、シラミが汚れのなかに湧いてその汚れを食べるように、垢ねぶりもまた、その生じた場所の産物である垢を食らうのだと説かれている。
垢舐（）は、嬰児に似て目は丸く舌が長いと『日東本草図纂』に記される。歌川芳員『百種怪談妖物雙六』（安政5年/1858年）では、不気味な青黒い肌の妖怪として描かれている。
『日東本草図纂』では、嬰児でなく美人の女性の姿で現れることがあり、血肉を舐め取られて骸ばかりにされるという恐ろしいバージョンも伝えている。その境遇に遭い骨ばかりにされて死んだという、播州の温泉に通っていた男の挿話がある。

## 昭和・平成以降
昭和・平成以降の妖怪関連の書籍では、垢嘗もこの垢ねぶりと同様に解釈されている。その解釈によれば、垢嘗は古びた風呂屋や荒れた屋敷に棲む妖怪であり、人が寝静まった夜に侵入して、風呂場や風呂桶などに付着した垢を長い舌で嘗めるとされる。
垢を嘗める以外には何もしないが、当時の人々は妖怪が現れるだけでも気持ち悪く感じるので、垢嘗が風呂場に来ないよう、普段から風呂場や風呂桶をきれいに洗い、垢をためないように心がけていたという。垢嘗の正体を見た者はいないが、名前の「垢（あか）」からの連想で赤い顔、または全身が赤いともいわれる。

## 注釈

水木しげるロードに設置されている「あかなめ」のブロンズ像